# 德弗里特 (紐約州)
德弗里特（英語：Deferiet）是位於美國紐約州傑佛遜縣的村。

## 人口
根據2020年美國人口普查的數據，德弗里特的面積為1.95平方千米，當中陸地面積為1.75平方千米，而水域面積為0.20平方千米。當地共有人口245人，而人口密度為每平方千米126人。